# Samsung Galaxy W
Samsung Galaxy W (GT-i8150) — смартфон среднего уровня от компании Samsung на мобильной операционной системе Android семейства Samsung Galaxy. Буква W в названии происходит от слова Wonder. Samsung позиционирует смартфон как стильное и производительное решение для повседневного общения и развлечений. Смартфон обладает хорошим соотношением цены и производительности. На нём установлен мощный 1400 МГц процессор, позволяющий решать большинство задач, возложенных на него. Смартфон был представлен в августе 2011 года.

## Описание
Samsung Galaxy W обладает TFT-экраном с диагональю 3,7 дюйма (9,39 сантиметров) и WVGA-разрешением 480 х 800. Процессор работает на частоте 1400 МГц, что позволяет с комфортом работать с большинством видов приложений. Оперативная память в смартфоне — в размере 512 мб, а встроенная — в размере 4 гб. Также присутствует слот для карт памяти microSD (поддерживаются карты памяти объемом до 32 гигабайта). Камер на смартфоне две: одна — тыльная с матрицей 5 мегапикселей и светодиодной вспышкой, вторая — фронтальная с матрицей 0,3 мегапикселя, необходимая для видеозвонков и автопортретов. Смартфон обеспечивает поддержку беспроводной связи Bluetooth 3.0. Операционной системой является Android версии 2.3 с визуальным интерфейсом TouchWiz 4.0. Корпус пластиковый, в форм-факторе моноблок.

## Технические характеристики
Общее:
- Тип устройства: коммуникатор
- Операционная система: Android 2.3
- Поддерживаемые сети: GSM/GPRS/EDGE 850/900/1800/1900 МГц, UMTS/HSDPA/HSUPA 900/2100 МГц
- Форм-фактор: моноблок
- Размеры: 115,5 x 59,8 x 11,55 мм
- Вес: 114,7 г
- Питание: Li-Ion, 1500 мА·ч
- Разъемы: Micro USB, «Мини-джек» 3.5 мм
- Дата выпуска (анонс): 24.08.11

Экран:
- Тип экрана: цветной TFT
- Тип сенсора: Ёмкостный
- Диагональ экрана: 3.7" дюйма (9.39 сантиметра)
- Разрешение экрана: WVGA (480 x 800)
- Плотность: 252 пикселя на дюйм
- Количество оттенков: 16 млн. цветов
- Дополнительные возможности: поддержка мультитач

Процессор и память:
- Qualcomm MSM8255T одноядерный, интегрированный видеоускоритель Adreno 205
- Частота процессора: 1400 МГц
- Объём оперативной памяти: 512 мб
- Объём постоянной памяти: 4 гб
- Поддержка карт памяти: microSD (до 32 ГБ)

Связь:
- Интерфейсы: Wi-Fi (802.11b/g/n, Bluetooth 3.0, USB 2.0
- Спутниковая навигация: GPS

Камера:
- Разрешение матрицы: 5 млн пикс., (2560 x 1920)
- Запись видео: есть (1280 х 720)
- Дополнительные возможности: Цифровой 4-кратный зум, определение улыбок, панорамная съёмка

Форматы:
- Аудио: MP3, AAC, AAC+, eAAC+, OGG, FLAC, WMA
- Видео: 3GP, H.263, H.264, MPEG-4, WMV, DivX, XviD

## Тесты и обзоры
- Обзор Samsung Galaxy W: это что за покемон — обзор на https://web.archive.org/web/20120114120815/http://enjoyit.ru/
- Обзор Samsung Galaxy W — обзор на http://mobile-review.com